# Cantagiro 1971
Il 10° Cantagiro-Cantamondo, denominazione ufficiale del 10°  Cantagiro, ebbe inizio il 22 giugno 1971 a Montesano Terme e si concluse il successivo 10 luglio a Recoaro Terme. Fu presentato da Nuccio Costa, Daniele Piombi e Beryl Cunningham. 

## Il contesto
Al diminuito interesse del pubblico per la manifestazione, dimostratosi negli anni precedenti, e nondimeno alla concorrenza del  "Controcantagiro" - organizzato nelo stesso periodo da Adriano Celentano, in aperto e polemico contrasto con il Cantagiro - Ezio Radaelli tentò di ravvivare la kermesse con l'ausilio di grandi nomi stranieri della canzone, fuori concorso, e con l'inserimento della sezione Cantamondo, dedicata a gruppi folcloristici provenienti da vari Paesi, rivelatasi un grande fiasco commerciale. Non mancò la nota piccante con l'ingaggio di Beryl Cunningham, reduce dal grande successo ottenuto con il film Il dio serpente. 
Per regolamento, all'ospite straniero della serata erano concessi 45 minuti per l'esibizione canora e 10 minuti ai concorrenti italiani. Si alternarono sul palco, nelle varie serate, Aretha Franklin, Miriam Makeba, Nina Simone, King Curtis, Charles Aznavour, Sam & Dave, Donovan e i Led Zeppelin.

## Elenco delle canzoni

### Girone A
Non c'è classifica; i cantanti possono eseguire, se vogliono, canzoni diverse nelle varie tappe e alcuni usufruiscono di questa possibilità.
- Gianni Morandi: Come è grande l'universo, Ho visto un film (RCA Italiana)
- Milva: La pianura, Non arrenderti uomo (Ricordi)
- Lucio Dalla: La casa in riva al mare, Itaca, Il colonnello (RCA Italiana)
- New Trolls: Il sole nascerà (Fonit Cetra)
- Ricchi e Poveri: Addio mamma, addio papà, Limpido fiume del sud, Amici miei (Apollo)
- Vianella: Vojo er canto de 'na canzone (Apollo)
- Mauro Lusini: Il corvo impazzito, America primo amore (MiMo)
- Mia Martini: Padre davvero, Amore...amore...un corno (RCA Italiana)

### Girone B (Giovani)
- Edoardo & Stelio: Lella (Valiant)
- Rosalino: Il gigante e la bambina (It)
- Gaby Verusky: Arrivederci amore mio (Little Records)
- Marcella Bartoli: Rimani, rimani, rimani (It)
- Giosy Capuano: Che sera di luna nera (RCA Italiana)
- Pooh: Tanta voglia di lei (CBS)
- Jordan: La farfalla (Seven Records)
- Le Voci Blu: Una vecchia foto (MiMo)
- Duo di Piadena: Teresina imbriaguna (Amico)

### Girone C (Cantamondo)
- Mary Afi
- Cafè de Quinilla
- West Indies